# Сідра (Польща)
Сідра (пол. Sidra) — село в Польщі, у гміні Сідра Сокульського повіту Підляського воєводства.
Населення — 673 особи (2011).
У 1975-1998 роках село належало до Білостоцького воєводства.

## Демографія
Демографічна структура станом на 31 березня 2011 року:
|          | Загалом | Допрацездатний вік | Працездатний вік | Постпрацездатний вік |
| -------- | ------- | ------------------ | ---------------- | -------------------- |
| Чоловіки | 333     | 59                 | 245              | 29                   |
| Жінки    | 340     | 52                 | 198              | 90                   |
| Разом    | 673     | 111                | 443              | 119                  |